# Namu amida butsu
Namu Amida Butsu (南無阿弥陀仏) (tradução: Eu me refugio no Buddha Amida) constitui o nenbutsu (念仏), ou recitação de fé e entrega ao voto de compaixão do Buddha Amida (Amitābha, "de Luz Infinita" em sânscrito), que, ao atingir a iluminação, prometeu o acolhimento em seu Paraíso da Terra Pura (Jōdo (浄土)), aos devotos.
Essa entrega pela fé é denominada tariki (他力, (entrega a) um "outro poder") pelo reconhecimento da incapacidade humana.